# Umbra krameri
Umbra krameri is een  straalvinnige vissensoort uit de familie van hondsvissen (Umbridae). De wetenschappelijke naam van de soort is voor het eerst geldig gepubliceerd in 1792 door Walbaum.
De soort staat op de Rode Lijst van de IUCN als Kwetsbaar, beoordelingsjaar 2010. De omvang van de populatie is volgens de IUCN dalend.